# Грибаново (Износковский район)
Грибаново — деревня в Износковском районе Калужской области Российской Федерации. Входит в состав сельского поселения «Село Шанский Завод».
До упразднения уездно-губернского деления входило в состав  Гиреевской волости Медынского уезда .

## Этимология
Название Грибаново происходит от некалендарного личного имени Грибан.

## География
Находится в пределах Смоленско-Московской возвышенности Русской равнины, недалеко от правого берега реки Шаня, в ~ 85 километрах от областного центра — города Калуги, и в ~ 30 км от районного центра — села Износки. Ближайшие населённые пункты: деревня Гиреево (2,5 км) и Антупово (1 км). На картах прошлых веков упоминается, что Грибаново стоит на берегах речки Антуповки, в настоящее время эта река имени не имеет.

## История
1782 год, Грибаново — деревня, принадлежащая графине Екатерине Ивановне Шуваловой, вдове графа Александра Ивановича Шувалова. Деревня стоит на реке Антуповке, впадающей в Шаню, в настоящее время Антуповка на картах не значится.
1859 год, в «Списке населённых мест Калужской губернии», Грибаново — владельческая деревня 2-го стана Медынского уезда, на реке Шаня, по левую сторону тракта Медынь—Гжатск. В деревне 16 дворов и 161 житель.
1892 год, Грибаново, по «Списку населённых мест Калужской губернии», деревня Гиреевской волости Медынского уезда. В деревне 146 жителей.
1914 год, Грибаново — согласно «Списку населённых мест Калужской губернии» деревня Медынского уезда, проживает здесь 132 человека.
16 ноября 1918 года отряду Курземского латышского полка было приказано отбыть в направлении Грибаново → Гришино → Бабино → Тисково → Паньшино → Поджаровое → Паново → Стрижалово → Булатово → разъезд Кошняки для подавления Медынского крестьянского восстания.
1950-е годы — Захоронения бойцов РККА из Грибаново перенесли в братскую могилу села Шанский завод.

## Население
| 2002 | 2010 |
| ---- | ---- |
| 0    | →0   |

## Инфраструктура
Было личное подсобное хозяйство с зоной сельскохозяйственного использования, индивидуальная застройка усадебного типа.

## Транспорт
Деревня доступна по просёлочной дороге из д.Антупово.